# Lijst van rivieren in North Carolina
Dit is een incomplete lijst van rivieren in North Carolina.
- Alligator River
- Ararat River
- Black River
- Broad River
- Cane River
- Cape Fear River
- Cashie River
- Catawba River
- Cheoah River
- Chowan River
- Cullasaja River
- Dan River
- Deep River
- Eno River
- Fisher River
- French Broad River
- Great Pee Dee River
- Haw River
- Hyco River
- Linville River
- Little Fisher River
- Little Tennessee River
- Lower Little River
- Lumber River
- Lynches River
- Mayo River
- Middle Little River
- Mitchell River
- Nantahala River
- Neuse River
- New Hope River
- New River - west North Carolina
- New River - zuidoost North Carolina
- Northeast Cape Fear River
- Pasquotank River
- Pee Dee River
- Perquimans River
- Pigeon River
- Reddies River
- Roanoke River
- Roaring River
- Rocky River
- Scuppernong River
- Six Run Creek
- South River
- South River (Neuse River estuarium)
- Swannanoa River
- Tar River
- Toe River
- Trent River
- Tuckasegee River
- Upper Little River
- Uwharrie River
- Waccamaw River
- Watauga River
- White Oak River
- Whitewater River
- Yadkin River

Alabama · Alaska · Arizona · Arkansas ·  Californië · Colorado · Connecticut · Delaware · Florida · Georgia · Hawaï · Idaho ·  Illinois · Indiana · Iowa · Kansas · Kentucky · Louisiana · Maine · Maryland · Massachusetts · Michigan · Minnesota · Mississippi · Missouri · Montana · Nebraska · Nevada · New Hampshire · New Jersey · New Mexico · New York ·  North Carolina · North Dakota · Ohio · Oklahoma · Oregon · Pennsylvania · Rhode Island · South Carolina · South Dakota · Tennessee · Texas · Utah · Vermont · Virginia · Washington (staat) · Washington D.C. · West Virginia · Wisconsin · Wyoming